# Aplungen (Västra Ämterviks socken, Värmland)
Aplungen är en sjö i Sunne kommun i Värmland och ingår i Göta älvs huvudavrinningsområde. Sjön är 8 meter djup, har en yta på 2,46 kvadratkilometer och är belägen 99 meter över havet. Sjön avvattnas av vattendraget Aplungsälven. Vid provfiske har bland annat abborre, braxen, gers och gädda fångats i sjön.

## Delavrinningsområde
Aplungen ingår i det delavrinningsområde (662590-134776) som SMHI kallar för Utloppet av Aplungen. Medelhöjden är 177 meter över havet och ytan är 25,12 kvadratkilometer. Det finns ett avrinningsområde uppströms, och räknas det in blir den ackumulerade arean 50,45 kvadratkilometer. Aplungsälven som avvattnar avrinningsområdet har biflödesordning 3, vilket innebär att vattnet flödar genom totalt 3 vattendrag innan det når havet efter 311 kilometer. Avrinningsområdet består mestadels av skog (59 procent) och jordbruk (15 procent). Avrinningsområdet har 2,45 kvadratkilometer vattenytor vilket ger det en sjöprocent på 9,7 procent.

## Fisk
Vid provfiske har följande fisk fångats i sjön:
- Abborre
- Braxen
- Gärs
- Gädda
- Löja
- Mört